# Charly Guillén
Carlos Alfredo "Charly" Guillén (1961 - 1996) fue un guitarrista argentino. Es conocido por formar parte de la banda de thrash metal Lethal, con la cual tocó desde 1987 hasta 1995 cuando abandona la banda para formar su último proyecto Toxina Criolla. Murió el 21 de enero de 1996 a los 35 años de edad consecuencia de padecer VIH/SIDA.

## Discografía con Lethal
- Bienvenidos a mi reino - 1990
- Warriors - 1992
- Radio Olmos - (en vivo) - 1993
- Maza - 1994